# Jordan Labrosse
Jordan Labrosse (né le 15 septembre 2002 à Cours-la-Ville) est un coureur cycliste français.

## Biographie
Jordan Labrosse commence le sport à trois ou quatre ans par le basketball. Il découvre ensuite le cyclisme grâce à son grand-père, qui l'emmène voir des courses de vélo. Après des débuts dans le BMX à douze ans, il passe au cyclisme sur route et au cyclo-cross à quinze ans lors de sa seconde année cadets,. 
Dès sa première saison sur route, il se distingue sous les couleurs de Cours-la-Ville Cyclisme en obtenant de bons résultats au niveau national, alors qu'il effectue un CAP de charpentier. Grâce à ses performances, il est repéré par Alexandre Pacot, entraîneur de la structure Van Rysel-AG2R La Mondiale U19, qui l'invite à rejoindre son équipe chez les juniors. Il reste en même temps licencié dans son club de Cours-la-Ville. En 2019, il se classe notamment huitième du Tour du Valromey. L'année suivante, Labrosse termine troisième de La Philippe Gilbert Juniors, tout en ayant remporté la seconde étape sur la Côte de La Redoute. Il connait par ailleurs sa première sélection en équipe de France pour le championnat d'Europe juniors de Plouay où il se classe douzième et meilleur coureur tricolore. 
En 2021, il intègre logiquement la réserve de la formation World Tour AG2R Citroën, tout en suivant un certificat de qualification professionnelle pour devenir mécanicien. Bon puncheur, il s'impose à plusieurs reprises chez les amateurs. Il s'illustre ensuite lors de la saison 2022 en remportant une étape du Kreiz Breizh Elites et la Ruota d'Oro, dans le calendrier de l'UCI. Il gagne par ailleurs le Tour de Moselle, et termine troisième du Tour de Lombardie amateurs, ou encore septième de Paris-Tours espoirs.
En avril 2023, il signe un contrat avec l'équipe World Tour AG2R Citroën qui prend effet à partir du 1er août et s'étend jusqu'à la fin de l'année 2025.

## Palmarès
- 2019
  - 2e étape du Tour du Léman Juniors
  - 3e du Tour du Léman Juniors
- 2020
  - 1re étape des Boucles de l'Oise Juniors
  - 2e étape de La Philippe Gilbert Juniors
  - 2e de la Classic Jean-Patrick Dubuisson Juniors
  - 3e de La Philippe Gilbert Juniors
- 2021
  - 1re étape du Tour des Deux-Sèvres
  - Grand Prix de Chamoux-sur-Gelon
  - Grand Prix de Cours-la-Ville
  - 2e du Grand Prix du Faucigny
  - 3e du Tour des Deux-Sèvres
- 2022
  - 1re épreuve du Tour de l'Ardèche méridionale
  - 3e étape du Kreiz Breizh Elites
  - Tour de Moselle :
    - Classement général
    - 1re étape

  - Ruota d'Oro
  - 2e de la Vienne Classic
  - 2e du Tour des Deux-Sèvres
  - 3e du Grand Prix du Pays d'Aix
  - 3e du Grand Prix de Vougy
  - 3e du Grand Prix de Cours-la-Ville
  - 3e du Tour de Lombardie amateurs
- 2023
  - 2e du Tour de la Province de Bielle
  - 2e du Grand Prix de Cours-la-Ville

## Classements mondiaux
| Année                                 | 2021  | 2022 | 2023  |
| ------------------------------------- | ----- | ---- | ----- |
| Classement mondial                    | 1988e | 776e | 1218e |
| UCI Europe Tour                       | 1346e | 586e | nc    |
|                                       |       |      |       |
| Légende : nc = non classéSource : UCI |       |      |       |